# Битва при Бротомаге
Би́тва при Бротома́ге — сражение между римскими войсками Флавия Юлиана и алеманнами в 356 году.
Летом Юлиан прибыл в Галлию на борьбу с германцами. Римляне подошли к городам, которые варвары захватили и разграбили, но вскоре покинули, рассеявшись по окрестностям на небольшие грабительские шайки. Возле Бротомага (Брюмат) отряд германцев смело встретил римлян, и здесь Юлиан провёл свой первый значительный бой, хотя сражение немногим отличалось от обычной стычки.
Цезарь развернул своё войско, выдвинув оба крыла вперёд, чтобы фронт напоминал полумесяц, и окружил германцев. Большинство из варваров, по-видимому, убежало, прежде чем кольцо сомкнулось, но часть всё же была убита или захвачена в плен. Тем не менее этой маленькой победы оказалось достаточно, чтобы внушить страх другим шайкам и восстановить подобие порядка в этом районе.